# Analgetik
Analgetik (množ. analgetici (lijekovi protiv bolova; od starogrčkog. Ἄλγος, algos = "bol"), izvorno: Remedium analgeticum - je lijek koji služi ublažavanju bolova. 
Od idealnog analgetika očekuje se da potiskuje osjećaj bola, bez utjecaja na svijest i senzorne percepcije ili druge važne funkcije središnjeg živčanog sustava. 
Analgetici se ubrajaju u najčešće korištene i zloupotrebljavane lijekove i jer se vrlo često se koriste bez nadzora.

## Podjela
| Slabi analgetici | Jaki analgetici | Ostali lijekovi s analgetskim djelovanjem |
| --- | --- | --- |
| Nesteroidni protuupalni lijekovi (NSAID) Salicilati - Acetilsalicilna kiselina Derivati ariloctene kiseline - Diklofenak - Indometacin - Acemetacin Derivati arilpropionske kiseline - Ibuprofen - Ibuprofen-lizin - Ketoprofen - Deksketoprofen-trometamol - Flurbiprofen - Naproksen Derivati pirazola - Propifenazon Sulfonanilidi - Nimesulid Derivati enolne kiseline = oksikami - Piroksikam - Meloksikam Koksibi - Etorikoksib - Celekoksib - Parekoksib Ostali slabi analgetici (bez protuupalnog djelovanja) - Paracetamol - Metamizol | Opioidni analgetici - Morfin - Heroin - Kodein - Oksimorfon - Hidromorfon - Oksikodon - Hidrokodon - Metadon - Buprenorfin - Fentanil - Sufentanil - Alfentanil - Tramadol - Tapentadol - Levorfanol - Pentazocin | Antidepresivi - Amitriptilin - Duloksetin - Venlafaksin Antikonvulzivi - Pregabalin - Gabapentin - Topiramat - Karbamazepin Ostali - Kapsaicin - Mentol - Hondroitin-sulfat - Glukozamin - Hijaluronska kiselina - Zikonotid |